# Zina Garrison
Zina Lynna Garrison (Houston, 16 novembre 1963) è un'ex tennista statunitense.

## Biografia
Ultima di 7 figli, ha impugnato la sua prima racchetta all'età di dieci anni. A diciannove ha perso la madre e in seguito a questo grave lutto ha sofferto di bulimia per un breve periodo.

## Carriera
In singolare nei tornei del Grande Slam ha ottenuto una finale a Wimbledon 1990, persa contro Martina Navrátilová, due semifinali agli US Open e una agli Australian Open. Ha vinto la medaglia di bronzo alle Olimpiadi di Seul dove è stata sconfitta in semifinale da Steffi Graf. 
In doppio ha raggiunto due finali nei tornei dello Slam, entrambe in Australia, la prima nel 1987 insieme a Lori McNeil - poi sconfitte con un secco 6-1, 6-0 dalla coppia Navrátilová-Shriver - la seconda nel 1992 in coppia con Mary Joe Fernández - sconfitte ad un passo dal titolo per 6–4, 7–6 da Arantxa Sánchez Vicario e Helena Suková. Insieme a Pam Shriver ha vinto la medaglia d'oro alle Olimpiadi di Seul sconfiggendo la coppia ceca formata da Jana Novotná e Helena Suková. 
Nel doppio misto ha conquistato i suoi unici tre titoli dello Slam, trionfando prima agli Australian Open 1987 insieme a Sherwood Stewart per poi vincere il Torneo di Wimbledon 1988 ancora in coppia con Stewart e quindi nel torneo londinese nel 1990, questa volta insieme a Rick Leach. 
Nelle classifiche WTA è riuscita a salire fino al quarto posto in singolare e fino al quinto nel doppio femminile. Complessivamente ha vinto undici titoli da singolarista e diciannove in doppio.

## Dopo il ritiro
Ha allenato per anni la squadra USA di Fed Cup. Divorziata dopo un matrimonio durato un decennio, commenta telecronache di tennis ed è socialmente impegnata in favore dei senzatetto.